# Mischocyttarus cearensis
Mischocyttarus cearensis är en getingart som beskrevs av Richards 1945. Mischocyttarus cearensis ingår i släktet Mischocyttarus och familjen getingar. Inga underarter finns listade i Catalogue of Life.